# Luigi Cantone
Luigi Cantone (n. 21 iulie 1917, Robbio, Lombardia, Regatul Italiei – d. 6 noiembrie 1997, Novara, Italia) a fost un scrimer italian, medaliat olimpic. A participat la o ediție a Jocurilor Olimpice (1948) în care a câștigat o medalie de aur.

## Participări
Lista de mai jos prezintă principalele competiții la care a participat Luigi Cantone de-a lungul carierei.
- fencing at the 1948 Summer Olympics – men's épée[*]